# Puerto Aysén
Puerto Aisén est une ville du Chili située dans la région d'Aysén del General Carlos Ibáñez del Campo, à 4 km au-dessus de la tête (en) du fjord Aisén dans l'extrême sud du pays. 

## Géographie
Puerto Aisén, qui est la capitale de la province d'Aysén et de la commune d'Aisén est située à 65 km de la capitale régionale, Coyhaique, et à 15 km du port de Puerto Chacabuco, principal point d'entrée de Puerto Aisén par voie maritime. 

## Histoire
Établie vers 1914, Puerto Aysén est officiellement reconnue comme ville le 28 janvier 1928. 

## Économie
La pêche et le tourisme sont les principales activités économiques. Le port de Chacabuco dessert les ferries de passagers mais aussi le trafic de marchandises, du carburant et d'autres produits de première nécessité sont importés tandis que le bétail sur pied et d'autres produits agricoles sont exportés. La ville est entourée de plusieurs centrales électriques, à la fois hydrauliques et thermiques.

### Tourisme
La principale attraction touristique est la lagune de San Rafael.

## Climat
Puerto Aysén a un climat océanique (classification climatique de Köppen : Cfb) avec de fortes précipitations tout au long de l'année (et l'un des endroits les plus humides du Chili). Typique des climats océaniques, les pics de précipitations à la fin de l'automne et au début de l'hiver. La température la plus élevée enregistrée est de 35,3 °C en février 2019 alors que le plus bas est −12,0 °C en juin 1999.
| Mois                                  | jan.      | fév.      | mars      | avril     | mai       | juin      | jui.      | août      | sep.      | oct.      | nov.    | déc.     | année     |
| ------------------------------------- | --------- | --------- | --------- | --------- | --------- | --------- | --------- | --------- | --------- | --------- | ------- | -------- | --------- |
| Température minimale moyenne (°C)     | 11,1      | 10,5      | 9,1       | 7,1       | 4,8       | 2,8       | 2,2       | 3,2       | 4,7       | 6,8       | 9       | 10,4     | 6,7       |
| Température moyenne (°C)              | 14,6      | 14,5      | 13        | 10,1      | 7,2       | 5         | 4,5       | 6         | 8,2       | 10,5      | 12,4    | 13,9     | 9,8       |
| Température maximale moyenne (°C)     | 17,2      | 17,2      | 15,7      | 12,4      | 9,3       | 7         | 6,6       | 8,3       | 10,6      | 13        | 14,8    | 16,3     | 12,2      |
| Record de froid (°C) date du record   | 1 1971    | 0,6 1974  | −2,9 1969 | −4,1 1999 | −8 1970   | −12 1977  | −9,6 1982 | −8,9 1972 | −7,4 2008 | −3,2 1991 | −4 1999 | 0,9 2018 | −12 1977  |
| Record de chaleur (°C) date du record | 34,9 1975 | 35,3 2019 | 31,5 1971 | 23,6 2014 | 18,5 2017 | 15,3 1966 | 15,3 2017 | 17 1998   | 23,7 1980 | 26 1969   | 29 1962 | 31 1996  | 35,3 2019 |
| Précipitations (mm)                   | 159,1     | 124,6     | 149,2     | 200,2     | 258,5     | 240,4     | 237,7     | 213,4     | 181,3     | 149,1     | 146,3   | 178,7    | 2 238,5   |
| Nombre de jours avec précipitations   | 18        | 14        | 16        | 19        | 21        | 20        | 21        | 21        | 19        | 18        | 18      | 18       | 223       |
| Humidité relative (%)                 | 73        | 75        | 77        | 83        | 88        | 88        | 87        | 84        | 80        | 75        | 73      | 73       | 80        |

| Diagramme climatique                                  |               |              |              |             |           |             |             |              |            |            |               |
| J                                                     | F             | M            | A            | M           | J         | J           | A           | S            | O          | N          | D             |
| 17,211,1159,1                                         | 17,210,5124,6 | 15,79,1149,2 | 12,47,1200,2 | 9,34,8258,5 | 72,8240,4 | 6,62,2237,7 | 8,33,2213,4 | 10,64,7181,3 | 136,8149,1 | 14,89146,3 | 16,310,4178,7 |
| Moyennes : • Temp. maxi et mini °C • Précipitation mm |               |              |              |             |           |             |             |              |            |            |               |

## Population
Puerto Aisén compte environ 17 000 habitants.